# 葉楚傖
葉 楚傖（よう そそう）は、清末民初のジャーナリスト・政治家。中国同盟会以来の革命派人士で、ジャーナリストとして活動する。後に中国国民党（国民政府）の政治家となり、西山会議派の一員として反共右派の立場をとった。もとの名は宗源。字は卓書。

## 事跡

### ジャーナリストへの道
父は秀才の家庭に生まれる。葉楚傖自身も当初は学問を志し、県試・府試に合格したが、院試には落第した。1903年（光緒29年）、上海南洋公学に入学し、さらに潯渓公学に移った。しかし数カ月で学生デモにより同公学は解散されてしまう。その後の葉楚傖は、革命派の思想に傾倒するようになる。1904年（光緒30年）、蘇州高等学堂に入学したが、学校の監督者との対立から学堂を去る。
まもなく、葉楚傖は広東省汕頭に移って、母方の従兄の陳去病が主筆を務めていた『中華新報』に入る。そして、病気の陳去病の代理として主筆をつとめた。1909年（宣統元年）春に中国同盟会に加入すると、『中華新報』を舞台に、反清・革命派の宣伝に従事している。1911年（宣統3年）に『中華新報』は発禁処分を受けた。しかし葉楚傖は、すぐに『新中華報』として復刊し、さらにそれまでの主張を宣伝し続けた。
同年10月、辛亥革命が勃発すると、葉楚傖自身も革命派の軍に加入し、清朝の軍隊との戦闘に参加した。戦後は再びジャーナリストに戻り、上海で創刊された『太平洋日報』・『民立報』（于右任・邵力子らが創刊）に加わって、袁世凱批判の論陣を張った。また、柳亜子らの南社にも加入している。1913年（民国2年）の二次革命（第二革命）の敗北とともに、『民立報』は廃刊に追い込まれた。しかしその後も、葉楚傖は『生活日報』などで小説・詩文等を書いた。

### 反共路線へ
1915年（民国3年）、陳其美が資金を集めて『民国日報』を創刊すると、葉楚傖が総編輯、邵力子が経理となる。葉楚傖は、皇帝を称した袁世凱に対してこれを非難する論陣を張った。その後、孫文が護法運動を開始すると、これを支持する文章を発表した。1923年（民国12年）に、柳亜子が創設した新南社に加入したが、五四運動を支持する柳亜子と、消極的な葉楚傖との間で対立が発生している。
1924年（民国13年）1月の中国国民党第1回全国大会に参加し、葉楚傖は、中央執行委員、中央党部宣伝部部長等の要職に就いている。しかし、孫文の推進する三大政策に対しては、批判的な立場であった。孫文死後の1925年（民国14年）11月には西山会議派に参加し、反共姿勢をさらに明確にしている。上海に西山会議派が拠ると、葉楚傖は『民国日報』において、反共宣伝を行った。しかし、蔣介石による中山艦事件が発生すると、葉楚傖は西山会議派を離れて蔣介石につき、その側近となっている。
1927年（民国16年）4月12日の上海クーデターも支持し、翌年に蔣介石が国民党中央を再び掌握すると、葉楚傖は国民党中央宣伝部部長代理に任命された。1929年（民国18年）には、国民党中央党部秘書長に転じている。その後も、江蘇省政府主席、党中央宣伝委員会主任委員、立法院副院長等を歴任した。日中戦争期間中も国民大会代表選挙事務所総幹事などの職をつとめている。
1946年（民国35年）2月15日、上海にて病没。享年60（満58歳）。

## 注
1. ↑  1886年8月14日（清光緒12年7月15日）説も存在する。鄭春燕「葉楚傖」より。